# Butzbach
Butzbach ist eine Stadt im hessischen Wetteraukreis am nordöstlichen Übergang des Taunus zur Wetterau. Sie trägt seit dem 11. Januar 2011 die amtliche Zusatzbezeichnung Friedrich-Ludwig-Weidig-Stadt.

## Geographie

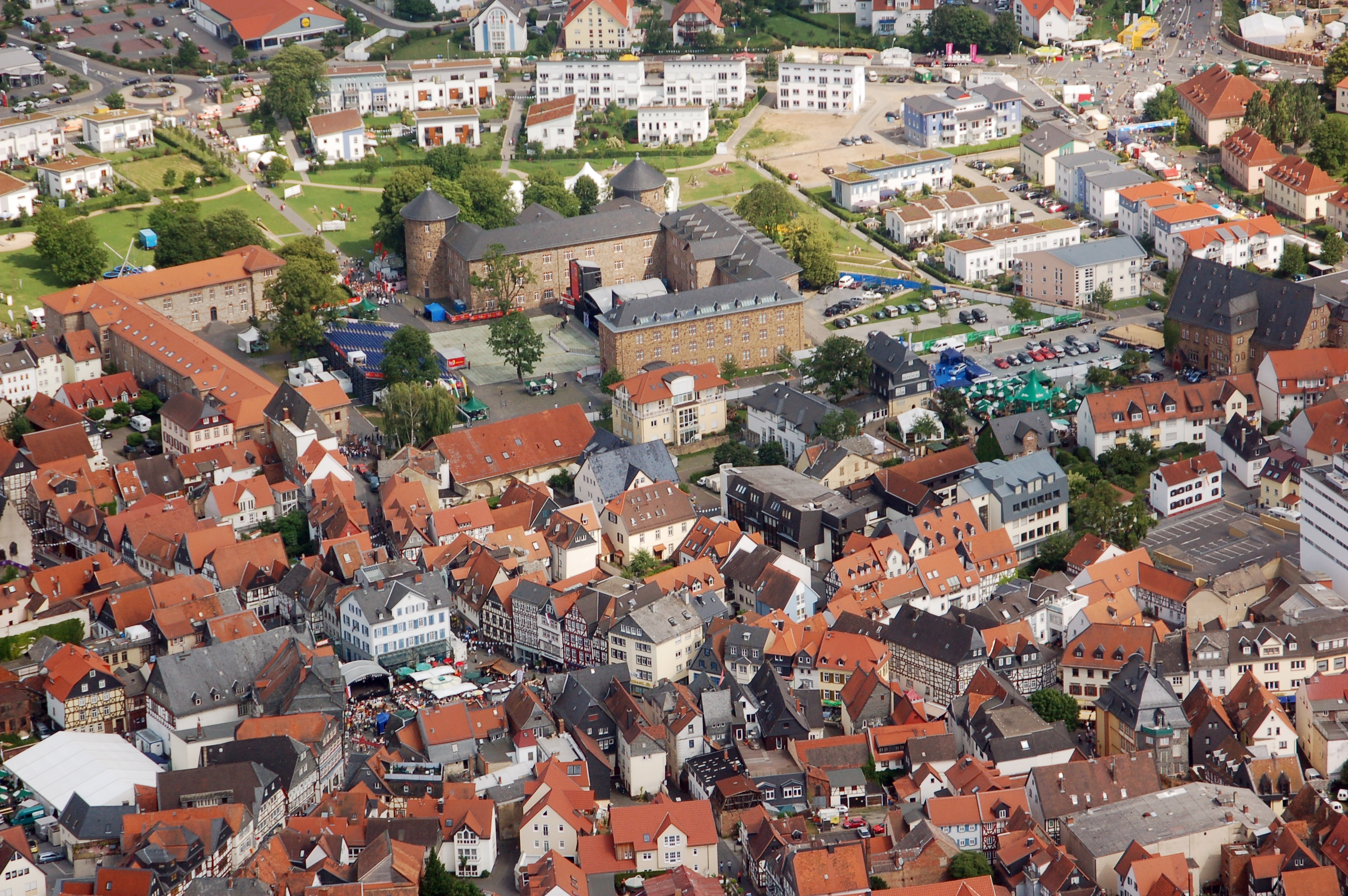
Luftaufnahme 2007

### Nachbargemeinden
Butzbach grenzt im Norden an die Gemeinde Langgöns (Landkreis Gießen), im Osten an die Stadt Münzenberg und die Gemeinde Rockenberg, im Süden an die Gemeinde Ober-Mörlen und die Stadt Usingen (Hochtaunuskreis) sowie im Westen an die Gemeinden Grävenwiesbach (Hochtaunuskreis) und Waldsolms (Lahn-Dill-Kreis).

### Stadtgliederung
Butzbach besteht aus den Stadtteilen Bodenrod, Butzbach (Kernstadt), Ebersgöns, Fauerbach vor der Höhe, Griedel, Hausen-Oes, Hoch-Weisel, Kirch-Göns, Maibach, Münster, Nieder-Weisel, Ostheim, Pohl-Göns und Wiesental.

### Stadtteile
Die Einwohnerzahlen der Stadtteile der Stadt Butzbach.
| Stadtteil          | Einwohner (2008) | Einwohner (2016) | Tendenz |
| ------------------ | ---------------- | ---------------- | ------- |
| Butzbach           | 12.227           | 12.884           | ↑       |
| Nieder-Weisel      | 2.512            | 3.419            | ↑       |
| Griedel            | 1.607            | 1.610            | ↑       |
| Kirch-Göns         | 1.418            | 1.443            | ↑       |
| Pohl-Göns          | 1.410            | 1.357            | ↓       |
| Hoch-Weisel        | 1.379            | 1.380            | -       |
| Ostheim            | 1.082            | 1.033            | ↓       |
| Fauerbach v. d. H. | 746              | 717              | ↓       |
| Ebersgöns          | 735              | 696              | ↓       |
| Münster            | 583              | 596              | ↑       |
| Maibach            | 438              | 449              | ↑       |
| Bodenrod           | 369              | 313              | ↓       |
| Hausen-Oes         | 351              | 380              | ↑       |
| Wiesental          | 188              | 172              | ↓       |

## Geschichte

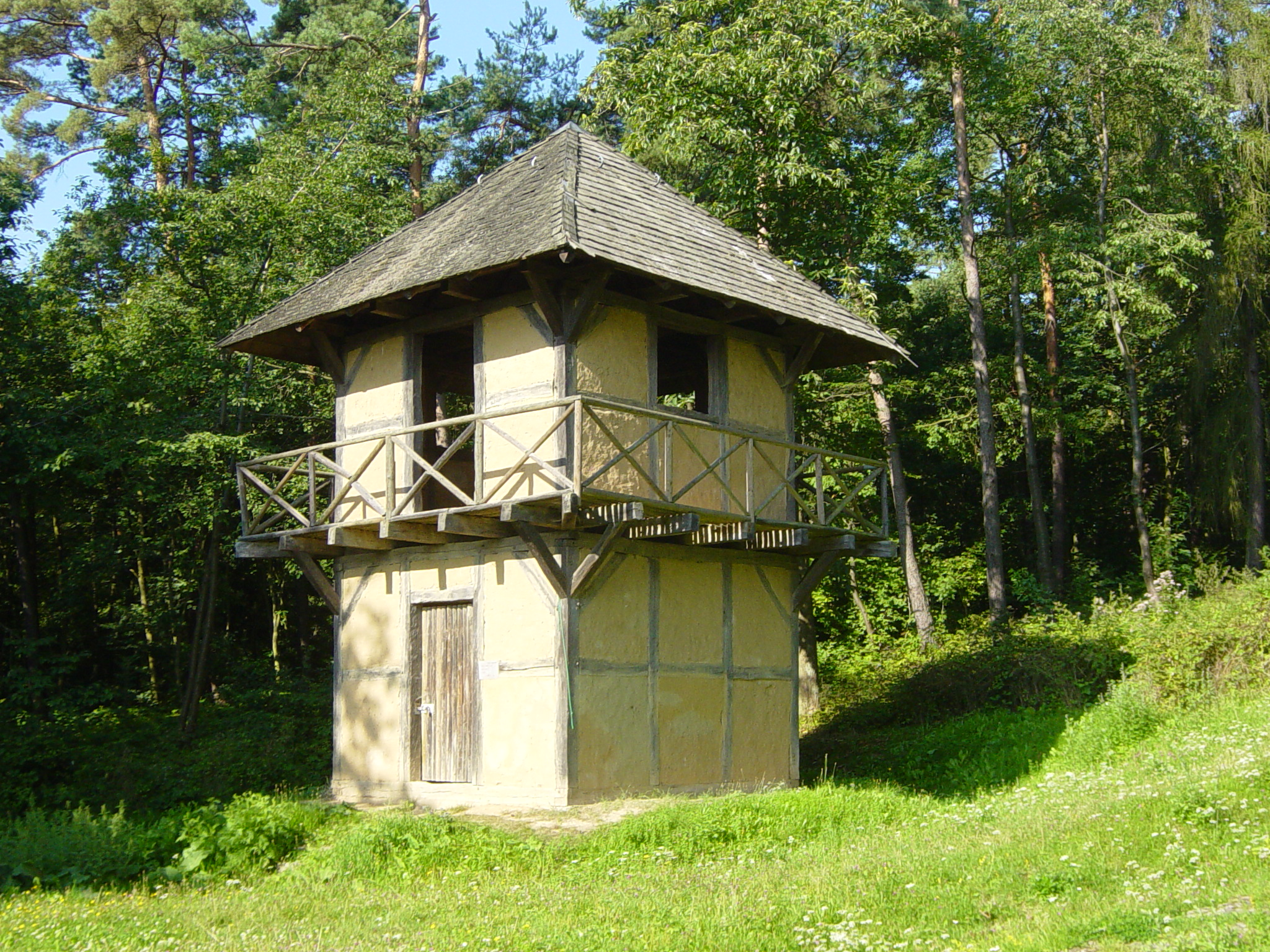
Römerturm am Schrenzerberg, Holzturmrekonstruktion in Fachwerkbauweise

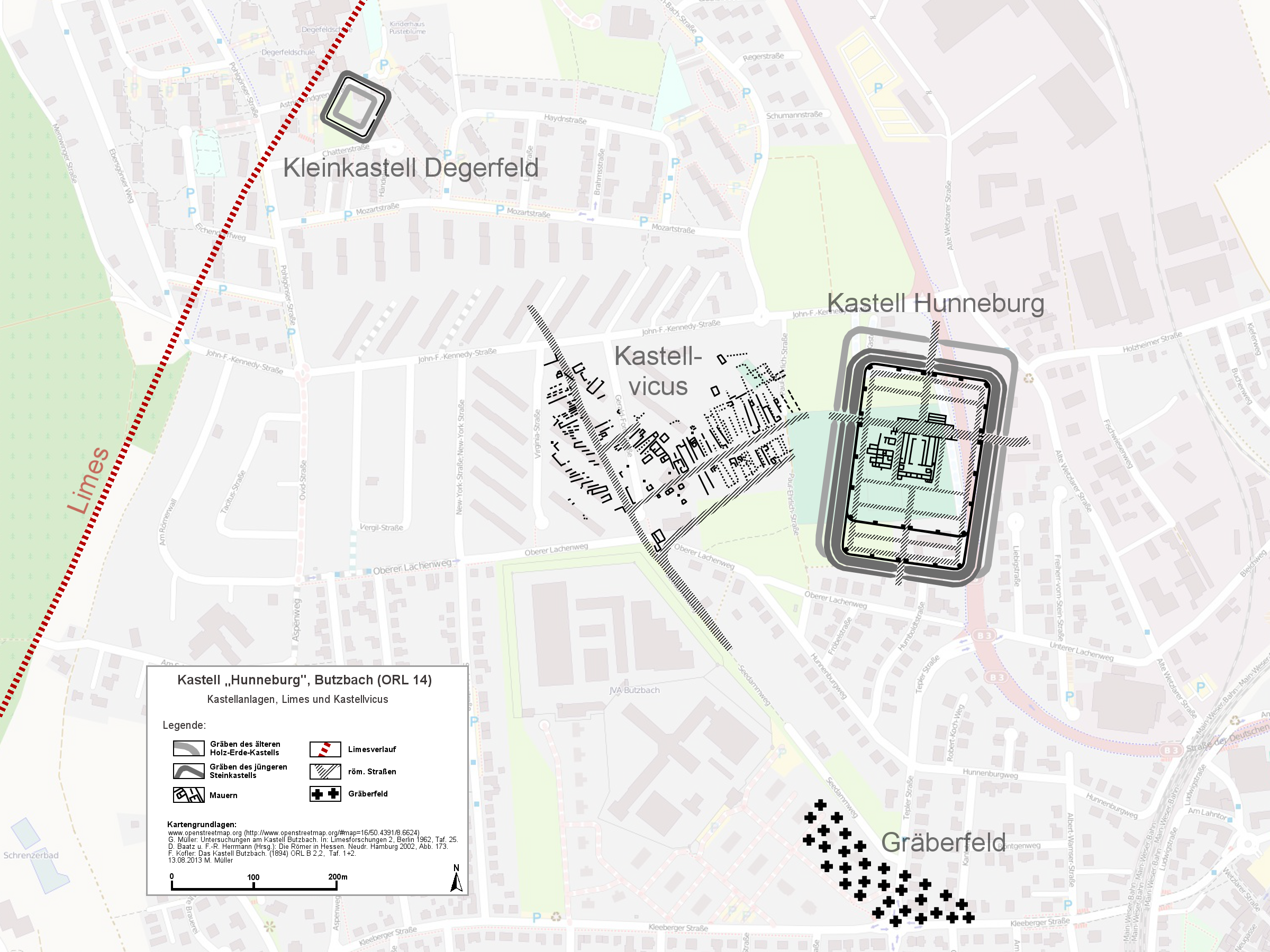
Die römischen Kastelle Hunneburg und Degerfeld mit dem Limesverlauf in Butzbach

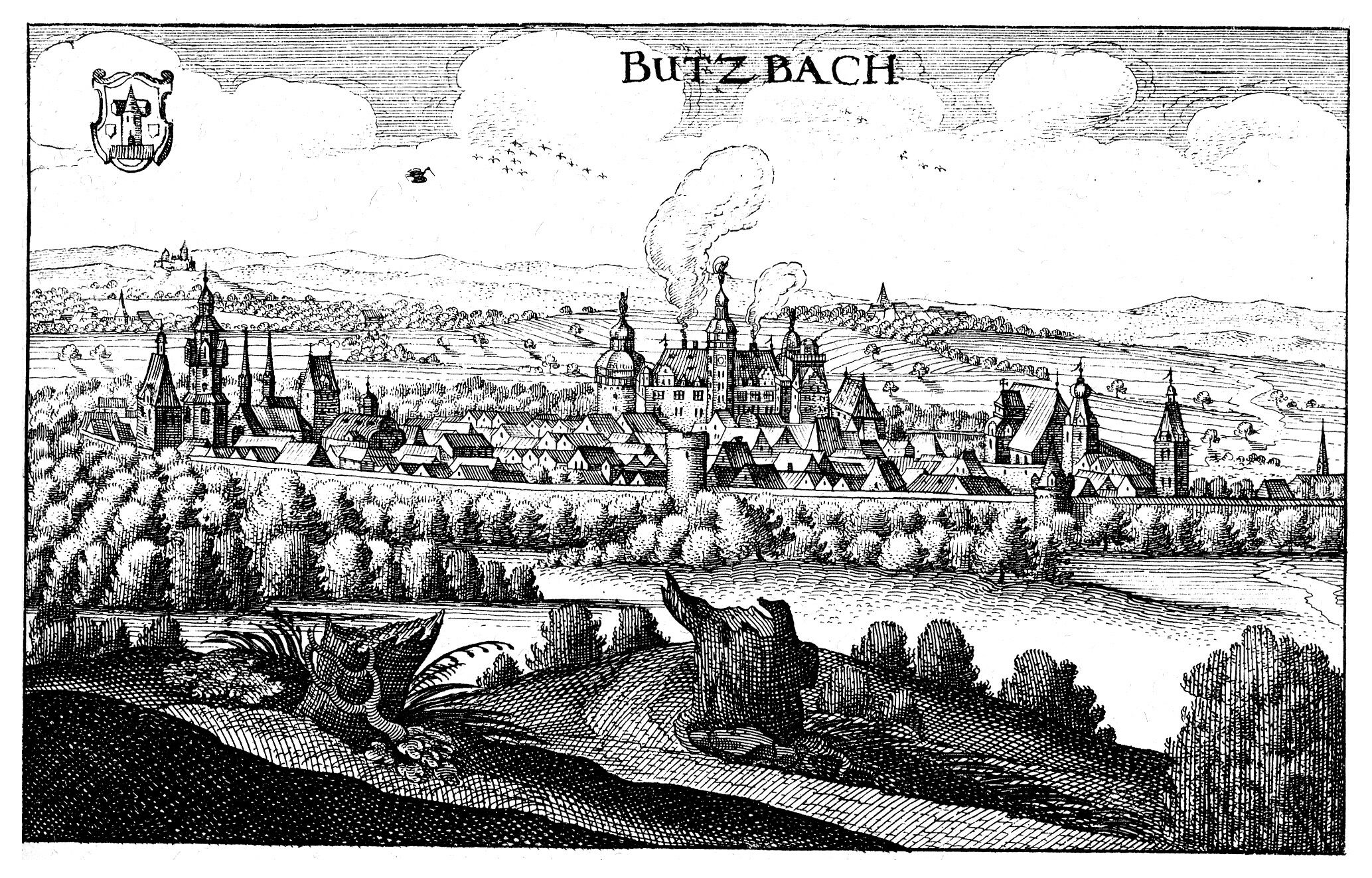
Butzbach – Auszug aus der Topographia Hassiae von Matthäus Merian 1655

### Römische Zeit
Ab etwa 90 n. Chr. wurde die Wetterau und damit auch Teile der Gemarkung des heutigen Butzbach Teil der römischen Provinz Germania superior. Diese wurde durch den Obergermanisch-Raetischen Limes, der Butzbach im Nordwesten schneidet, gegen das nicht-römische Germanien gesichert. Der Grenzwall ist heute UNESCO-Welterbe. Die Römer errichteten während ihrer fast 200-jährigen Herrschaft ein in unmittelbarer Nähe des heutigen Stadtzentrums gelegenes Kohortenkastell. In der Frühen Neuzeit trug es die Bezeichnung Hunneburg. Noch zur Mitte des 17. Jahrhunderts war es gut sichtbar und wurde fälschlicherweise für eine Burg des Hunnenkönigs Attila gehalten. Als billiger Steinbruch genutzt, wurden seine oberirdischen Reste im Laufe der Zeit abgetragen. Im Museum der Stadt befindet sich ein anschauliches Modell der Anlage, die größer war als die restaurierte Saalburg im Taunus. Neben der Hunneburg entstand zur Zeit Kaiser Trajans noch ein kleineres Kastell im „Degerfeld“. Es sollte den Handel zwischen dem Römischen Reich und den Gebieten jenseits des Limes sichern. Auch von diesem Kastell ist nichts mehr zu sehen.
Ab Beginn des 2. Jahrhunderts gab es westlich des Kohortenkastells eine Zivilsiedlung (Vicus), deren Name nicht überliefert ist. Sie lag zwischen den beiden Kastellen und erreichte beachtliche Ausmaße.
Bei Überfällen der Chatten und Alamannen im 2. bzw. 3. Jahrhundert wurden die Kastelle zerstört, aber immer wieder aufgebaut. Bis zur Aufgabe des Limes im Jahre 260 blieben beide Kastelle bemannt. Danach verfielen sowohl die Kastelle als auch die Siedlung.

### Mittelalter
Die älteste erhaltene urkundliche Erwähnung von Butzbach als Botisphaden stammt aus dem Jahr 773. Historisch dokumentierte spätere Erwähnungen des Ortes (in Klammern das Jahr der Erwähnung) sind: Botinesbach (768–778), Butisphaden (805–808), Buodesbach (821), Bvotesfad (10. Jahrhundert), Budesbah (zweite Hälfte 12. Jahrhundert) und Putzpach (1500).
Der Ort befand sich im Hochmittelalter zunächst im Besitz der Reichsministerialen von Hagen-Münzenberg. Mit der Münzenberger Erbschaft von 1255 gelangte er an die Herren von Hanau, die es aber schon bald nach 1308 an die Herren von Falkenstein verkauften. Philipp IV. von Falkenstein-Münzenberg bewog 1321 Kaiser Ludwig den Bayern, dem Ort Frankfurter Stadtrecht zu verleihen. Die neue Stadt wurde bald darauf mit Mauern, Wällen und Gräben befestigt. Die Verwaltung oblag einem Rat von 14 Ratmannen, der in einen älteren und einen jüngeren Rat aufgeteilt war.

### Stadtherrschaft

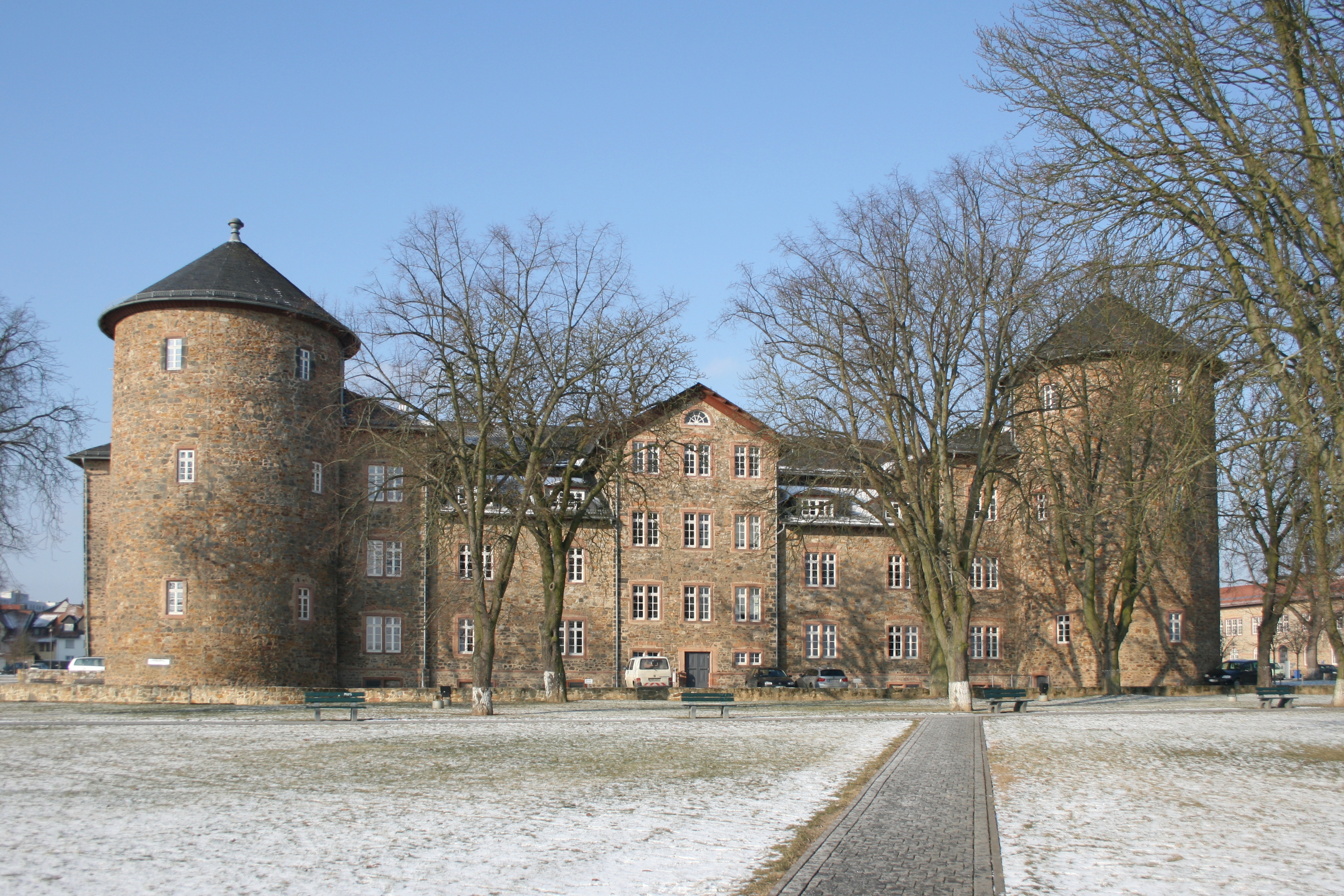
Ostseite des Landgrafenschlosses mit den charakteristischen Türmen

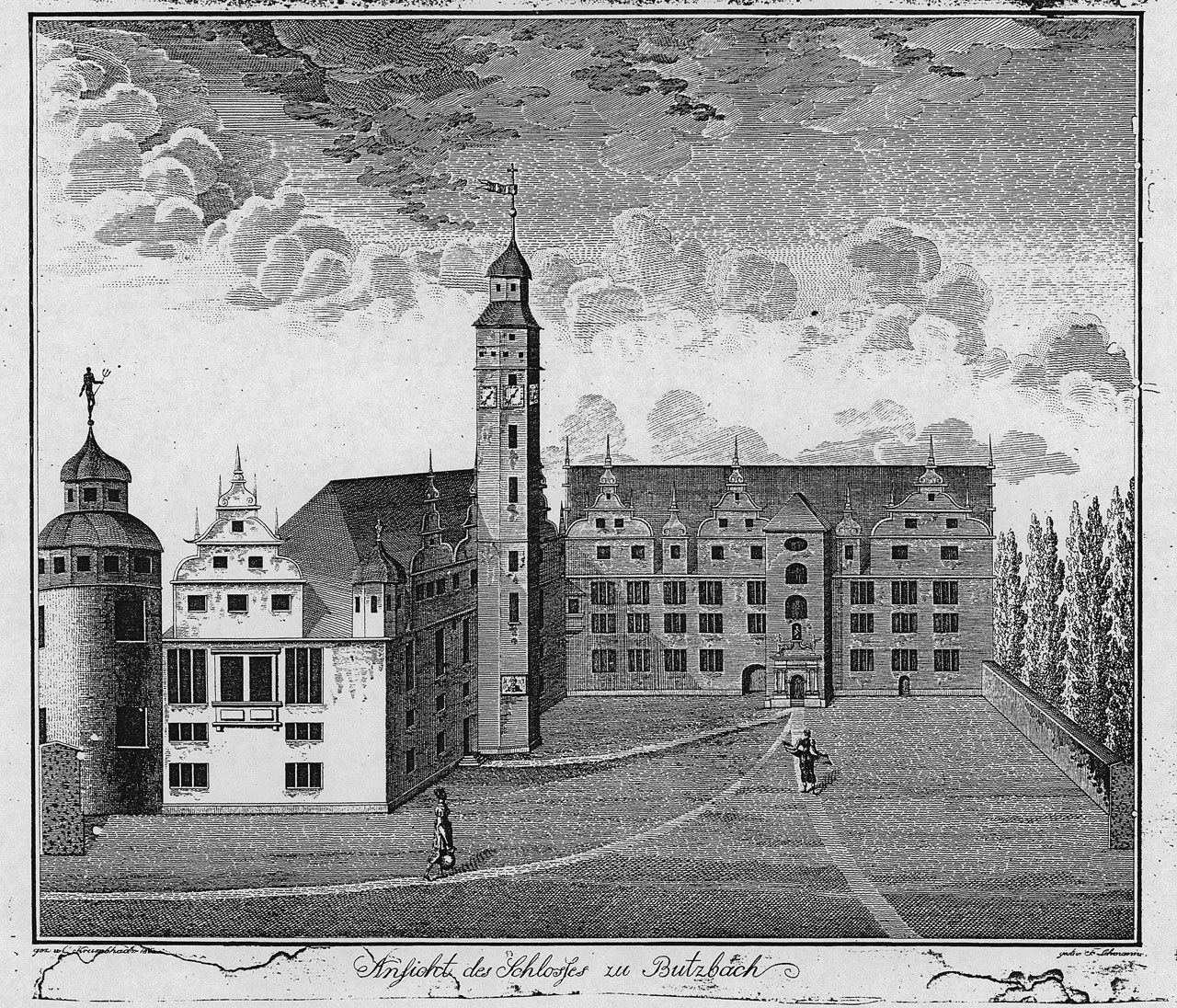
Landgräfliches Schloss, historische Ansicht von 1812

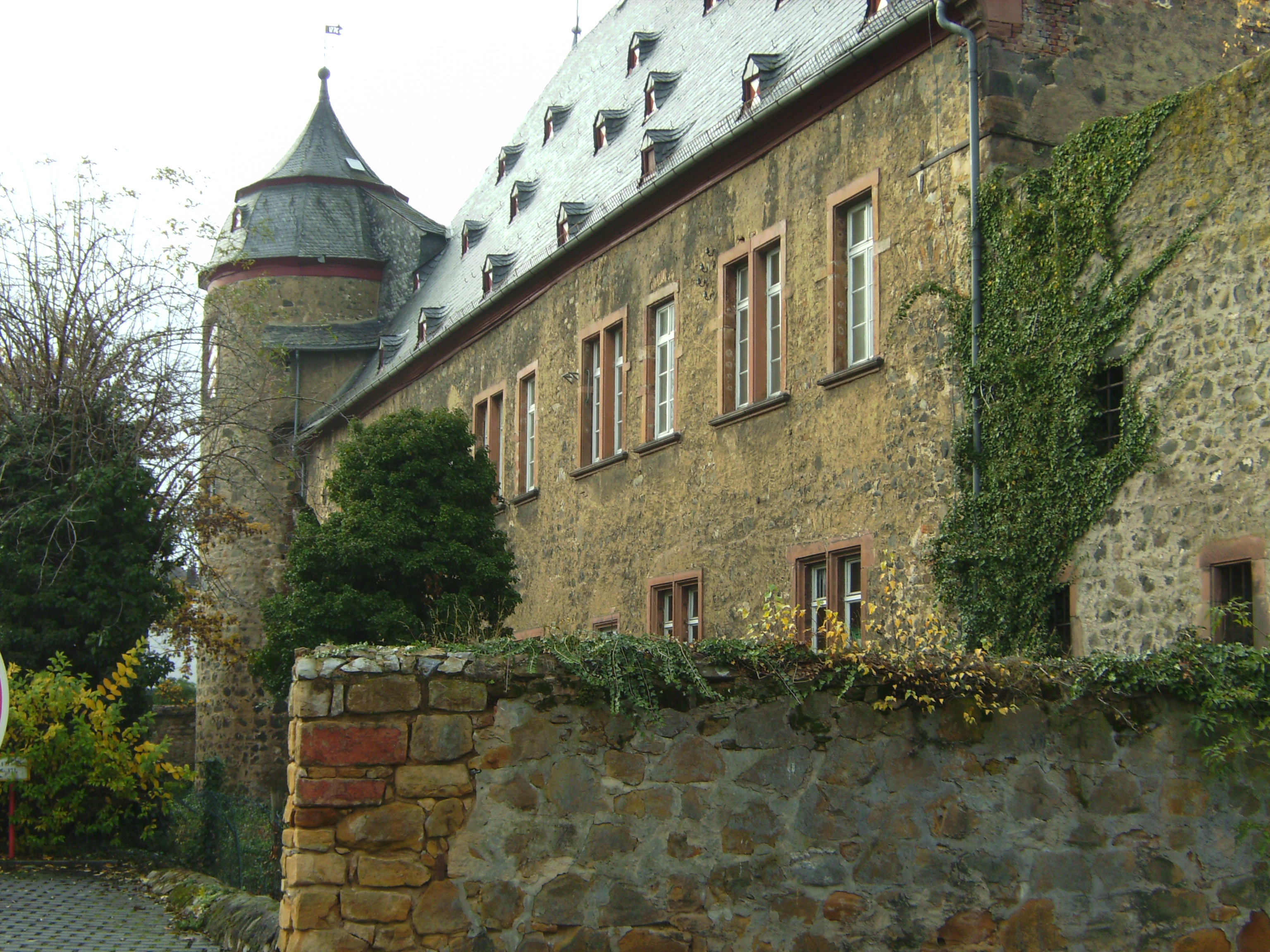
Solmser Schloss

Mehrfach wurde die Stadtherrschaft über Butzbach vererbt oder veräußert: Von den Falkensteinern 1419 vererbt an Eppstein und weiter an Solms-Braunfels und Solms-Lich. 1478 erwarb die Landgrafschaft Hessen 1/4 von Butzbach von den Eppsteinern für 40.000 Gulden. Danach war Ende des 16. Jahrhunderts die Herrschaft in drei Teile geteilt:
- Landgraf Ludwig IV. von Hessen-Marburg (1/4)
- die Grafen von Solms (gemeinsam 1/2)
  - Philipp von Solms,
  - Ernst von Solms und
  - Eberhard zu Solms-Lich
- Graf Christoph zu Stolberg (1/4)

Nach dem Tod des Grafen Christoph zu Stolberg gelangte dessen Anteil 1581 an Kurmainz, das ihn 1595 im Rahmen eines Vergleichs 1595 und gegen Zahlung von 26.000 Gulden an die Landgrafschaft Hessen-Marburg abtrat. 1629 erwarb die Landgrafschaft ein weiteres Viertel von Solms-Lich und 1741 das letzte Viertel (nun die Landgrafschaft Hessen-Darmstadt) von Solms-Braunfels.
Aus einer älteren Wasserburg der Herren von Münzenberg oder der Falkensteiner südöstlich des Stadtkerns entstanden im ausgehenden Mittelalter und der frühen Neuzeit zwei Schlossbauten: Das größere Landgräfliche Schloss entstand unter Einbeziehung eines älteren Kerns. Die Grafen von Solms ließen im späten 15. Jahrhundert einen Fruchtspeicher zu einem Amtssitz oder einer Nebenresidenz erweitern, das sogenannte Solmser Schloss (bis 2004 Amtsgericht Butzbach).

### Frühe Neuzeit
1578 erließ die Stadtherrschaft ein Stadtrecht für Butzbach, das sich inhaltlich stark an das Solmser Landrecht anlehnte. Es galt als Partikularrecht bis zum Ende des 19. Jahrhunderts, auch während der Zugehörigkeit von Butzbach zum Großherzogtum Hessen (Hessen-Darmstadt). Erst zum 1. Januar 1900 trat das einheitlich im ganzen Deutschen Reich geltende Bürgerliche Gesetzbuch in Kraft und löste es ab.
Mit einer im Haus Hessen-Darmstadt vollzogenen Erbteilung wurde Butzbach von 1609 bis 1643 Residenzstadt der hessen-darmstädtischen Sekundogenitur Landgrafschaft Hessen-Butzbach. Deren Regenten, Philipp III., verdankt die Stadt den Ausbau des heutigen Landgrafenschlosses. In dem zugehörigen Lustgarten ließ er einen Planetenbrunnen mit vielfältigen Einstellmöglichkeiten von Sternzeichen, Sternbildern und Jahreszeiten anlegen. Da Philipp III. aber kinderlos starb, fiel Butzbach nach seinem Tod an Hessen-Darmstadt zurück. Das Residenzschloss wurde später als Kaserne genutzt, der Lustgarten beseitigt. Seit einiger Zeit besteht im Bereich des restaurierten Schlosses ein detailgetreuer Nachbau des Lustgartens.
Philipp III. bezog einen Teil seines Vermögens aus dem Abbau von Silber und Kupfer im Bergwerk Philippseck bei Butzbach-Münster. Dort ließ er auch das Schloss Philippseck als festungsartige Schlossanlage errichten, von dem aber fast nichts mehr erhalten ist.

### Moderne
Im Großherzogtum Hessen, dem Nachfolger der Landgrafschaft Hessen-Darmstadt, war Butzbach Sitz des Amtes Butzbach und nach Auflösung der Ämter 1821 bis 1829 kurzzeitig Kreisstadt. 1840 bis 2004 war die Stadt Sitz des Land- und Amtsgerichtes Butzbach. Im 19. Jahrhundert wurden Türme und Tore der mittelalterlichen Stadtbefestigung niedergelegt. In dem zur Kaserne umgewandelten ehemaligen Schloss, das Mitte des 19. Jahrhunderts „Chevaulegers-Kaserne“ hieß, war nun großherzoglich-hessisches Militär stationiert, nach dem Zweiten Weltkrieg Truppen der US Army.
Weiter befand sich im Stadtteil Kirch-Göns die Ayers-Kaserne, in der ebenfalls US-Soldaten stationiert waren. Das „Roman Way Housing“, ein Wohngebiet des amerikanischen Militärs mit mehr als 1000 Wohnungen, Geschäften, einer Schule und einem Krankenhaus, wurde im Oktober 2007 von der US-Army aufgegeben. Das Areal auf dem ehemaligen römischen Kastelldorf war bis Ende 2011 ungenutzt, seitdem wurde ein Teil der Gebäude abgerissen und durch Einfamilienhäuser ersetzt.
Die Stadt Butzbach richtete vom 1. bis 10. Juni 2007 den 47. Hessentag aus. Dabei wurden 1,1 Millionen Besucher gezählt.
Anlässlich des 220. Geburtstages von Friedrich Ludwig Weidig, dem Mitherausgeber des Hessischen Landboten, am 15. Februar 2011, wurde der Stadt Butzbach vom damaligen hessischen Innenminister Boris Rhein der Namenszusatz Friedrich-Ludwig-Weidig-Stadt verliehen.

### Eingemeindungen 1970–1977
Am 31. Dezember 1970 wurden im Zuge der Gebietsreform in Hessen die bis dahin selbständigen Gemeinden Hoch-Weisel, Nieder-Weisel, Ostheim und Pohl-Göns auf freiwilliger Basis eingegliedert. Am 1. Februar 1972 kamen Bodenrod und Philippseck (Zusammenschluss der Gemeinden Fauerbach vor der Höhe und Münster vom 31. Dezember 1970) hinzu. Griedel, Hausen-Oes, Kirch-Göns und Maibach folgten kraft Landesgesetz am 1. August 1972. Als letzte Gemeinde kam Ebersgöns am 1. Januar 1977, ebenfalls kraft Landesgesetz zu Butzbach. Für die Stadtteile Butzbach, Bodenrod, Ebersgöns, Fauerbach v. d. H., Griedel, Hausen-Oes, Hoch-Weisel, Kirch-Göns, Maibach, Münster, Nieder-Weisel, Ostheim, Pohl-Göns, und Wiesental wurden Ortsbezirke mit Ortsbeirat und Ortsvorsteher gebildet.

## Bevölkerung

### Einwohnerstruktur 2011
Nach den Erhebungen des Zensus 2011 lebten am Stichtag, dem 9. Mai 2011, in Butzbach 23.885 Einwohner. Darunter waren 1.621 (6,8 %) Ausländer, von denen 511 aus dem EU-Ausland, 801 aus anderen europäischen Ländern und 309 aus anderen Staaten kamen. Von den deutschen Einwohnern hatten 12,8 % einen Migrationshintergrund. Die Einwohner lebten in 10.345 Haushalten. Davon waren 3.433 Singlehaushalte, 2.943 Paare ohne Kinder und 2.879 Paare mit Kindern, sowie 864 Alleinerziehende und 226 Wohngemeinschaften.

### Einwohnerentwicklung

Einwohnerentwicklung von Butzbach von 1939 bis 2019

| Butzbach: Einwohnerzahlen von 1834 bis 2020 | Butzbach: Einwohnerzahlen von 1834 bis 2020 | Butzbach: Einwohnerzahlen von 1834 bis 2020 | Butzbach: Einwohnerzahlen von 1834 bis 2020 | Butzbach: Einwohnerzahlen von 1834 bis 2020 |
| --- | ------------------------------------------- | ------------------------------------------- | ------------------------------------------- | ------------------------------------------- |
| Jahr |                                             |                                             |                                             | Einwohner                                   |
| 1834 | 1834                                        |                                             | 2.247                                       | 2.247                                       |
| 1840 | 1840                                        |                                             | 2.473                                       | 2.473                                       |
| 1846 | 1846                                        |                                             | 2.738                                       | 2.738                                       |
| 1852 | 1852                                        |                                             | 2.844                                       | 2.844                                       |
| 1858 | 1858                                        |                                             | 2.495                                       | 2.495                                       |
| 1864 | 1864                                        |                                             | 2.606                                       | 2.606                                       |
| 1871 | 1871                                        |                                             | 2.617                                       | 2.617                                       |
| 1875 | 1875                                        |                                             | 2.570                                       | 2.570                                       |
| 1885 | 1885                                        |                                             | 2.832                                       | 2.832                                       |
| 1895 | 1895                                        |                                             | 3.122                                       | 3.122                                       |
| 1905 | 1905                                        |                                             | 4.258                                       | 4.258                                       |
| 1910 | 1910                                        |                                             | 4.579                                       | 4.579                                       |
| 1925 | 1925                                        |                                             | 5.285                                       | 5.285                                       |
| 1939 | 1939                                        |                                             | 6.954                                       | 6.954                                       |
| 1946 | 1946                                        |                                             | 8.019                                       | 8.019                                       |
| 1950 | 1950                                        |                                             | 8.640                                       | 8.640                                       |
| 1956 | 1956                                        |                                             | 9.285                                       | 9.285                                       |
| 1961 | 1961                                        |                                             | 9.938                                       | 9.938                                       |
| 1967 | 1967                                        |                                             | 10.316                                      | 10.316                                      |
| 1970 | 1970                                        |                                             | 10.010                                      | 10.010                                      |
| 1973 | 1973                                        |                                             | 21.388                                      | 21.388                                      |
| 1975 | 1975                                        |                                             | 21.256                                      | 21.256                                      |
| 1980 | 1980                                        |                                             | 21.274                                      | 21.274                                      |
| 1985 | 1985                                        |                                             | 21.096                                      | 21.096                                      |
| 1990 | 1990                                        |                                             | 21.096                                      | 21.096                                      |
| 1995 | 1995                                        |                                             | 24.257                                      | 24.257                                      |
| 2000 | 2000                                        |                                             | 24.954                                      | 24.954                                      |
| 2005 | 2005                                        |                                             | 25.340                                      | 25.340                                      |
| 2010 | 2010                                        |                                             | 24.971                                      | 24.971                                      |
| 2011 | 2011                                        |                                             | 23.885                                      | 23.885                                      |
| 2015 | 2015                                        |                                             | 25.557                                      | 25.557                                      |
| 2020 | 2020                                        |                                             | 26.476                                      | 26.476                                      |
| Datenquelle: Historisches Gemeindeverzeichnis für Hessen: Die Bevölkerung der Gemeinden 1834 bis 1967. Wiesbaden: Hessisches Statistisches Landesamt, 1968. Weitere Quellen: ; Hessisches Statistisches Informationssystem; Zensus 2011 Nach 1970 einschließlich der im Zuge der Gebietsreform in Hessen eingegliederten Orte. |                                             |                                             |                                             |                                             |

### Religion

#### Christliche Gemeinden
Die evangelische Kirchengemeinde als größte Religionsgemeinschaft der Stadt feiert ihre Gottesdienste vorwiegend in der im 13. Jahrhundert entstandenen und um 1500 umgestalteten Markuskirche. Daneben verfügt die evangelische Gemeinde über das Haus Degerfeld mit dem Jugendtreff Café Kanne und einem multifunktionalen Gemeindezentrum, das Gemeindesaal, Familienzentrum und Kindertagesstätte beherbergt. In der Stadt gibt es außerdem eine römisch-katholische Kirche (St. Gottfried), ebenfalls mit angeschlossenem Kindergarten. Zur Pfarrei gehört eine weitere Kirche im Ortsteil Fauerbach. Evangelische und katholische Kirche betreiben gemeinsam die Ökumenische Diakoniestation Butzbach-Münzenberg.
Am Schloss ist mit ihrem Gemeindezentrum die Evangelische Stadtmission Butzbach/Nieder-Weisel ansässig. In der Kernstadt existiert zudem eine Gemeinde der Neuapostolischen Kirche.

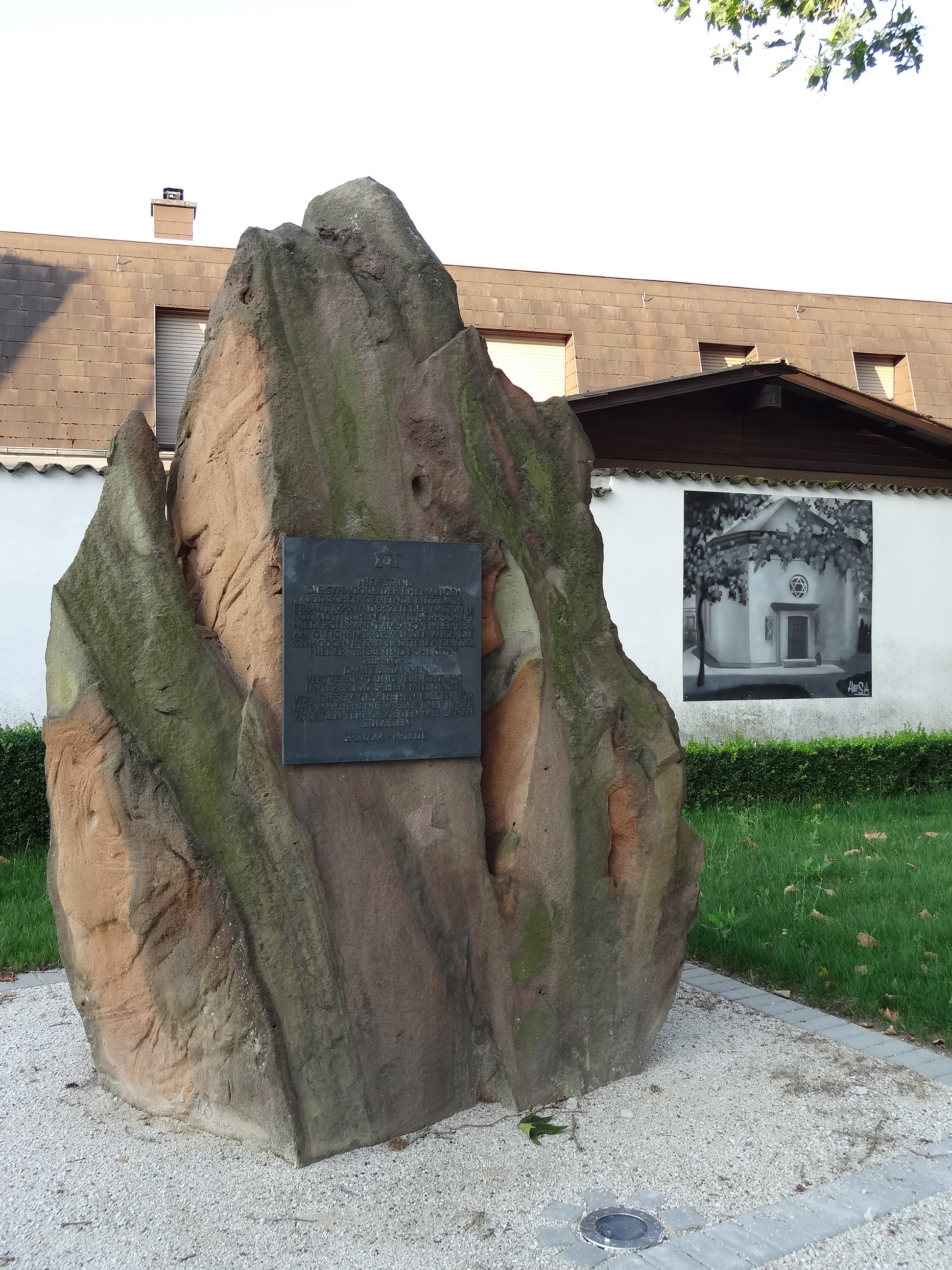
Gedenkstein am Synagogenplatz in Butzbach

#### Geschichte der jüdischen Gemeinde
Im Mittelalter wurden 1332 erstmals jüdische Bewohner genannt. Nach der Verfolgung in der Pestzeit 1348/49 hört man 1371/72 wieder von Juden in der Stadt. Im Jahre 1384 wurde eine Synagoge (Betsaal) in Butzbach erwähnt. Die jüdischen Familien lebten insbesondere in der Judengasse (später Hirschgasse). Ihre Haupteinnahmequelle war die Pfandleihe. Doch hört man auch von einem jüdischen Arzt und von jüdischen Gelehrten. Von einer Vertreibung der Juden am Ende des Mittelalters ist nichts bekannt, doch zogen die meisten Juden Mitte des 15. Jahrhunderts aus der Stadt fort. Im 16. und 17. Jahrhundert lebten wiederum Juden in der Stadt, die hauptsächlich vom Kleinhandel, aber auch von Handwerken lebten. 1622 wurden fünf bis acht Familien gezählt, 1656 zehn Familien mit einem Rabbiner. Aus nicht bekannten Gründen verzogen die Familien nach einiger Zeit wieder aus Butzbach oder wurden ausgewiesen. Zu einem stärkeren Zuzug kam es erst wieder im 19. Jahrhundert. Um 1848 wurden 27 jüdische Einwohner (fünf Familien) gezählt. Da abzusehen war, dass weitere Familien folgten, erhielten sie wenig später die Genehmigung zur Gründung einer selbständigen Religionsgemeinde. Ein Betsaal konnte noch im August 1848 im Rathaus der Stadt eingerichtet werden. Im Jahre 1868 waren es 14 Familien. Durch Zuzug aus den Nachbardörfern – verstärkt nach der Zeit des Ersten Weltkrieges – und Zuzug einiger sogenannter Ostjuden wurden es etwa 40 Familien. Hauptsächlich verdienten die jüdischen Familienväter ihren Lebensunterhalt als Kaufleute (auch Schuhwarenhändler, Textilkaufleute), als Viehhändler, Landesproduktenhändler, Metzger, Tabakwarenhändler, als Uhrmacher oder Schuhmacher.
Eine Synagoge konnte am 20. August 1926 in der Wetzlarer Straße erbaut werden. Nach 1933 ist ein Teil der jüdischen Gemeindeglieder (1933: 148 Personen, d. h. 2,6 % der Gesamtbevölkerung) auf Grund der zunehmenden Entrechtung und der Repressalien emigriert, viele von ihnen in die USA (80 Personen). Beim Novemberpogrom 1938 wurde nicht nur die Synagoge niedergebrannt, sondern auch jüdische Geschäfte und Wohnungen völlig verwüstet sowie jüdische Einwohner misshandelt. 1941 und 1942 wurden die letzten 18 jüdischen Personen aus Butzbach in Vernichtungslager deportiert und ermordet, weitere ehemalige Butzbacher Juden wurden von anderen Orten aus deportiert. Heute erinnern allein in der Butzbacher Kernstadt über 60 Stolpersteine an einige der Butzbacher Opfer des Holocaust.
Nach 1945 entstand keine jüdische Gemeinde mehr in der Stadt. Im Butzbacher Stadtteil Pohl-Göns befindet sich noch eine profanierte Synagoge. Jüdische Friedhöfe befinden sich in Butzbach, sowie in den Butzbacher Ortsteilen Hoch-Weisel, Nieder-Weisel, Pohl-Göns, Kirch-Göns und Griedel.

#### Religionszugehörigkeit
| • 1961: | 6770 evangelische (= 68,12 %), 2711 katholische (= 27,28 %) Einwohner                                                                                 |
| • 2011: | 12.440 evangelische (= 52,8 %), 4160 katholische (= 17,7 %), 530 orthodoxe (= 2,2 %), 680 andersgläubig (= 2,9 %), 5590 sonstige (= 23,9 %) Einwohner |

## Politik

### Stadtverordnetenversammlung
Die Kommunalwahl am 14. März 2021 lieferte folgendes Ergebnis, in Vergleich gesetzt zu früheren Kommunalwahlen:
| Sitzverteilung in der Stadtverordnetenversammlung 2021Insgesamt 37 Sitze - Linke: 2 - SPD: 10 - Grüne: 6 - UWG: 5 - FDP: 3 - CDU: 11 | Parteien und Wählergemeinschaften | Parteien und Wählergemeinschaften           | 2021  | 2021  | 2016  | 2016  | 2011  | 2011  | 2006  | 2006  | 2001  | 2001  |
| Sitzverteilung in der Stadtverordnetenversammlung 2021Insgesamt 37 Sitze - Linke: 2 - SPD: 10 - Grüne: 6 - UWG: 5 - FDP: 3 - CDU: 11 | Parteien und Wählergemeinschaften | Parteien und Wählergemeinschaften           | %     | Sitze | %     | Sitze | %     | Sitze | %     | Sitze | %     | Sitze |
| Sitzverteilung in der Stadtverordnetenversammlung 2021Insgesamt 37 Sitze - Linke: 2 - SPD: 10 - Grüne: 6 - UWG: 5 - FDP: 3 - CDU: 11 | CDU                               | Christlich Demokratische Union Deutschlands | 30,2  | 11    | 25,5  | 9     | 32,1  | 12    | 40,8  | 15    | 39,9  | 15    |
| Sitzverteilung in der Stadtverordnetenversammlung 2021Insgesamt 37 Sitze - Linke: 2 - SPD: 10 - Grüne: 6 - UWG: 5 - FDP: 3 - CDU: 11 | SPD                               | Sozialdemokratische Partei Deutschlands     | 26,4  | 10    | 27,9  | 10    | 34,1  | 12    | 31,8  | 12    | 39,7  | 15    |
| Sitzverteilung in der Stadtverordnetenversammlung 2021Insgesamt 37 Sitze - Linke: 2 - SPD: 10 - Grüne: 6 - UWG: 5 - FDP: 3 - CDU: 11 | Grüne                             | Bündnis 90/Die Grünen                       | 16,9  | 6     | 10,0  | 4     | 16,7  | 6     | 7,0   | 3     | 6,8   | 3     |
| Sitzverteilung in der Stadtverordnetenversammlung 2021Insgesamt 37 Sitze - Linke: 2 - SPD: 10 - Grüne: 6 - UWG: 5 - FDP: 3 - CDU: 11 | UWG                               | Unabhängige Wählergemeinschaft Butzbach     | 12,3  | 5     | 24,1  | 9     | 9,9   | 4     | 6,4   | 2     | —     | —     |
| Sitzverteilung in der Stadtverordnetenversammlung 2021Insgesamt 37 Sitze - Linke: 2 - SPD: 10 - Grüne: 6 - UWG: 5 - FDP: 3 - CDU: 11 | FDP                               | Freie Demokratische Partei                  | 8,9   | 3     | 12,5  | 5     | 7,2   | 3     | 8,5   | 3     | 6,5   | 2     |
| Sitzverteilung in der Stadtverordnetenversammlung 2021Insgesamt 37 Sitze - Linke: 2 - SPD: 10 - Grüne: 6 - UWG: 5 - FDP: 3 - CDU: 11 | Linke                             | Die Linke                                   | 5,3   | 2     | —     | —     | —     | —     | 3,1   | 1     | —     | —     |
| Sitzverteilung in der Stadtverordnetenversammlung 2021Insgesamt 37 Sitze - Linke: 2 - SPD: 10 - Grüne: 6 - UWG: 5 - FDP: 3 - CDU: 11 | NPD                               | Nationaldemokratische Partei Deutschlands   | —     | —     | —     | —     | —     | —     | 2,5   | 1     | —     | —     |
| Sitzverteilung in der Stadtverordnetenversammlung 2021Insgesamt 37 Sitze - Linke: 2 - SPD: 10 - Grüne: 6 - UWG: 5 - FDP: 3 - CDU: 11 | PBI                               | Pro Bürger Interessen                       | —     | —     | —     | —     | —     | —     | —     | —     | 3,9   | 1     |
| Sitzverteilung in der Stadtverordnetenversammlung 2021Insgesamt 37 Sitze - Linke: 2 - SPD: 10 - Grüne: 6 - UWG: 5 - FDP: 3 - CDU: 11 | FWG                               | Freie Wähler-Gemeinschaft Butzbach          | —     | —     | —     | —     | —     | —     | —     | —     | 3,2   | 1     |
| Sitzverteilung in der Stadtverordnetenversammlung 2021Insgesamt 37 Sitze - Linke: 2 - SPD: 10 - Grüne: 6 - UWG: 5 - FDP: 3 - CDU: 11 | Gesamt                            | Gesamt                                      | 100,0 | 37    | 100,0 | 37    | 100,0 | 37    | 100,0 | 37    | 100,0 | 37    |
| Sitzverteilung in der Stadtverordnetenversammlung 2021Insgesamt 37 Sitze - Linke: 2 - SPD: 10 - Grüne: 6 - UWG: 5 - FDP: 3 - CDU: 11 | Wahlbeteiligung in %              | Wahlbeteiligung in %                        | 52,4  | 52,4  | 49,9  | 49,9  | 45,5  | 45,5  | 47,2  | 47,2  | 51,1  | 51,1  |

### Bürgermeister
Nach der hessischen Kommunalverfassung wird der Bürgermeister für eine sechsjährige Amtszeit gewählt, seit dem Jahr 1993 in einer Direktwahl, und ist Vorsitzender des Magistrats, dem in der Stadt Butzbach neben dem Bürgermeister ehrenamtlich ein Erster Stadtrat und acht weitere Stadträte angehören. Bürgermeister ist seit dem 1. März 2025 Sascha Huber (CDU). Er setzte sich gegen Amtsinhaber Michael Merle (SPD), der sich um eine vierte Amtszeit beworben hatte, am 10. November 2024 im ersten Wahlgang bei 49,7 Prozent Wahlbeteiligung mit 55,2 Prozent der Stimmen durch.
Amtszeiten der Bürgermeister
- 2025–2031 Sascha Huber (CDU)[32]
- 2007–2025 Michael Merle (SPD)[33]
- 1998–2007 Oswin Veith (CDU)
- 1992–1998 Klaus-Jürgen Fricke
- 1991–1991 Peter Martin a
- 1967–1991 Karl-Heinz Hofmann (SPD)[38]
- 1945–1949 Bruno Wittig (SPD)

### Städtepartnerschaften
- Collecchio, Italien
- Eilenburg, Sachsen, Deutschland – seit dem 26. Oktober 1990
- Saint-Cyr-l’École, Frankreich – seit 2008
- Teplá, Tschechien

### Patenschaft
Im Jahre 1954 wurde die Patenschaft für die vertriebenen Sudetendeutschen aus der Stadt Tepl im Egerland übernommen.

## Wirtschaft und Infrastruktur

### Verkehr

#### Bus & Bahn
Der Bahnhof Butzbach liegt an der Main-Weser-Bahn zwischen Gießen und Friedberg im Bereich des Rhein-Main-Verkehrsverbundes. Der Bahnhof Butzbach Ost war Verwaltungssitz der Butzbach-Licher Eisenbahn AG, die heute in der Hessischen Landesbahn aufgegangen ist. Der Standort Butzbach spielt eine große Rolle im ÖPNV (Bus – HLB Hessenbus) und SPNV (Schiene – HLB Hessenbahn) in der Wetterau. Zum Fahrplanjahr 2024 wechselten die Buslinien FB-50 bis 58 von der HLB Hessenbus zur ESE Verkehrsgesellschaft mbH.
Darüber hinaus gibt es im südlich der Kernstadt liegenden Stadtteil Ostheim sowie im nördlich der Kernstadt liegenden Stadtteil Kirch-Göns Bahnhöfe, die ebenfalls an der Main-Weser-Bahn liegen.

#### Straße
Direkte Autobahnanschlüsse bestehen an die Bundesautobahn 5 (Hattenbacher Dreieck–Weil am Rhein) und die Bundesautobahn 45 (Sauerlandlinie von Dortmund nach Aschaffenburg), die sich ganz in der Nähe bei Gambach kreuzen. Weiter ist Langgöns in der Nähe von Butzbach Ausgangspunkt der Bundesautobahn 485 zum Gießener Nordkreuz und Richtung Marburg und Kassel. Butzbach liegt außerdem an der Bundesstraße 3 zwischen Friedberg und Gießen.
Auf einem Straßenabschnitt der L 3053 zwischen Butzbach und Hausen wird in Medien und Internet von einer Gravitationsanomalie berichtet. Dort sollen Flaschen, Bälle und Autos ohne äußere Einwirkung den Berg hinauf rollen. Hierbei handelt es sich jedoch um eine optische Täuschung: Durch Messungen und Aussage des Straßenverkehrsamtes ist nachgewiesen, dass die Straße an dieser Stelle ein Gefälle aufweist.

#### Radwanderwege
Durch das Stadtgebiet von Butzbach führen mehrere Radfernwege.
- Durch die Kernstadt und die Stadtteile Wiesental, Fauerbach vor der Höhe, Münster und Hoch-Weisel führt der Deutsche Limes-Radweg. Dieser folgt dem Obergermanisch-Raetischen Limes über 818 km von Bad Hönningen am Rhein nach Regensburg an der Donau.
- Der Hessische Radfernweg R6 steht unter dem Motto Vom Waldecker Land ins Rheintal. Der Radfernweg beginnt in Diemelstadt im Norden Hessens und verläuft bis nach Lampertheim im Süden. Die Gesamtlänge beträgt ungefähr 380 Kilometer.

#### Luftverkehr
Etwa zwei Kilometer westlich des Stadtrandes liegt das Segelfluggelände Butzbach-Pfingstweide.

### Medien
- Die Butzbacher Zeitung ist die ortsansässige Tageszeitung für Butzbach und Umgebung. Sie wird verlegt und gedruckt vom Druckhaus Gratzfeld.
- Seit 1999 geht das Veranstaltungsradio Radio WeWeWe – Welle West Wetterau ein Mal im Jahr auf Sendung, meist für neun Tage begleitend zu einer öffentlichen Veranstaltung. Das Radio ist als Verein organisiert und versteht sich als Bürgerradio, das einen medienpädagogischen Beitrag für die Region Wetterau leistet.
- größtes Open-Air-Kino Hessens[41]

### Unternehmen
Butzbach war einst Sitz bekannter weltweit agierender Unternehmen wie BAMAG-MEGUIN, (Pintsch), PINTSCH-BAMAG und – daraus hervorgegangen – BAMAG-Verfahrenstechnik, die mittlerweile zerschlagen sind.
Eine Abteilung des Butzbacher Museums hat die Überschrift „Was Krupp in Essen, ist Butzbach in Hessen!“. Butzbach war ein bedeutender Industrie- und Gewerbestandort, der hauptsächlich auf Maschinenbau, Metallverarbeitung und Verfahrenstechnik ausgerichtet war, z. B. Anlagenbau wie: Chemieanlagen, Düngemittelherstellung, Lösemittelrückgewinnug, Gasaufbreitung, Trink-, Brauchwasser- und Abwasseraufbereitung, Dekontaminierung und z. B. Weichenbau der Voestalpine, Produktion von Maschinen für die Landwirtschaft, Schleifmitteltechnik, Verpackungsmaschinen, Messtechnik und Regelungstechnik.
Seit 1987 nimmt die Beschäftigtenzahl im produzierenden Gewerbe ab, dafür steigt die Zahl der Beschäftigten bei Dienstleistung und Handel. So hat zum Beispiel die Fa. Hess Natur ihren Firmenhauptsitz in Butzbach. Außerdem ist eine Regionalgesellschaft von Aldi Süd angesiedelt.
Seit 1919 ist das international tätige Apparate- und Anlagenbauunternehmen Buss-SMS-Canzler in Butzbach ansässig. Am 1. April 2019 feierte es sein 100-jähriges Firmenjubiläum.

### Bildung
- Weidigschule, Gymnasium
- Schrenzerschule, Integrierte Gesamtschule
- Stadtschule, Grund-, Haupt- und Realschule mit Förderstufe
- Degerfeldschule, Grundschule
- Berufs- und Technikerschule
- Ballhaus Schule

### Behörden
- Seit 1894 existiert die Justizvollzugsanstalt Butzbach, ein Männergefängnis der höchsten Sicherheitsstufe mit aktuell 762 Haftplätzen. Von 1918 bis 1937 befand sich hier die Zentrale Hinrichtungsstätte Hessens.

## Kultur und Sehenswürdigkeiten

### Museen
In Butzbach gibt es das Museum der Stadt Butzbach im Solms-Braunfelser Hof. Das Museum gibt u. a. Einblicke in die Butzbacher Industriegeschichte (Gerberei, Schuhmacherhandwerk und Nahrungsmittelproduktion).

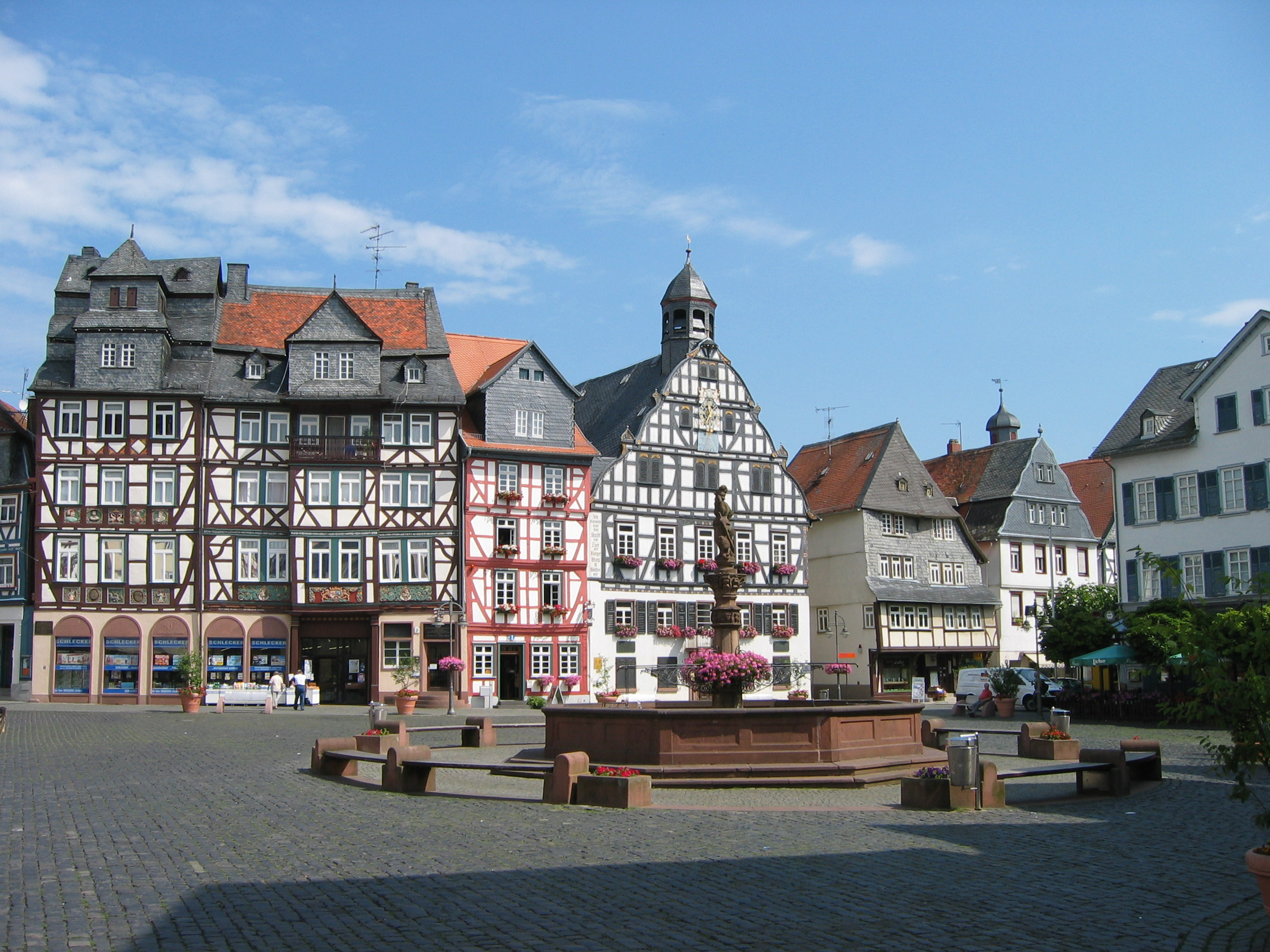
Marktplatz mit altem Rathaus

Butzbach liegt an der Deutschen Fachwerkstraße und an der Limes-Straße.

### Bauwerke und Kulturdenkmäler

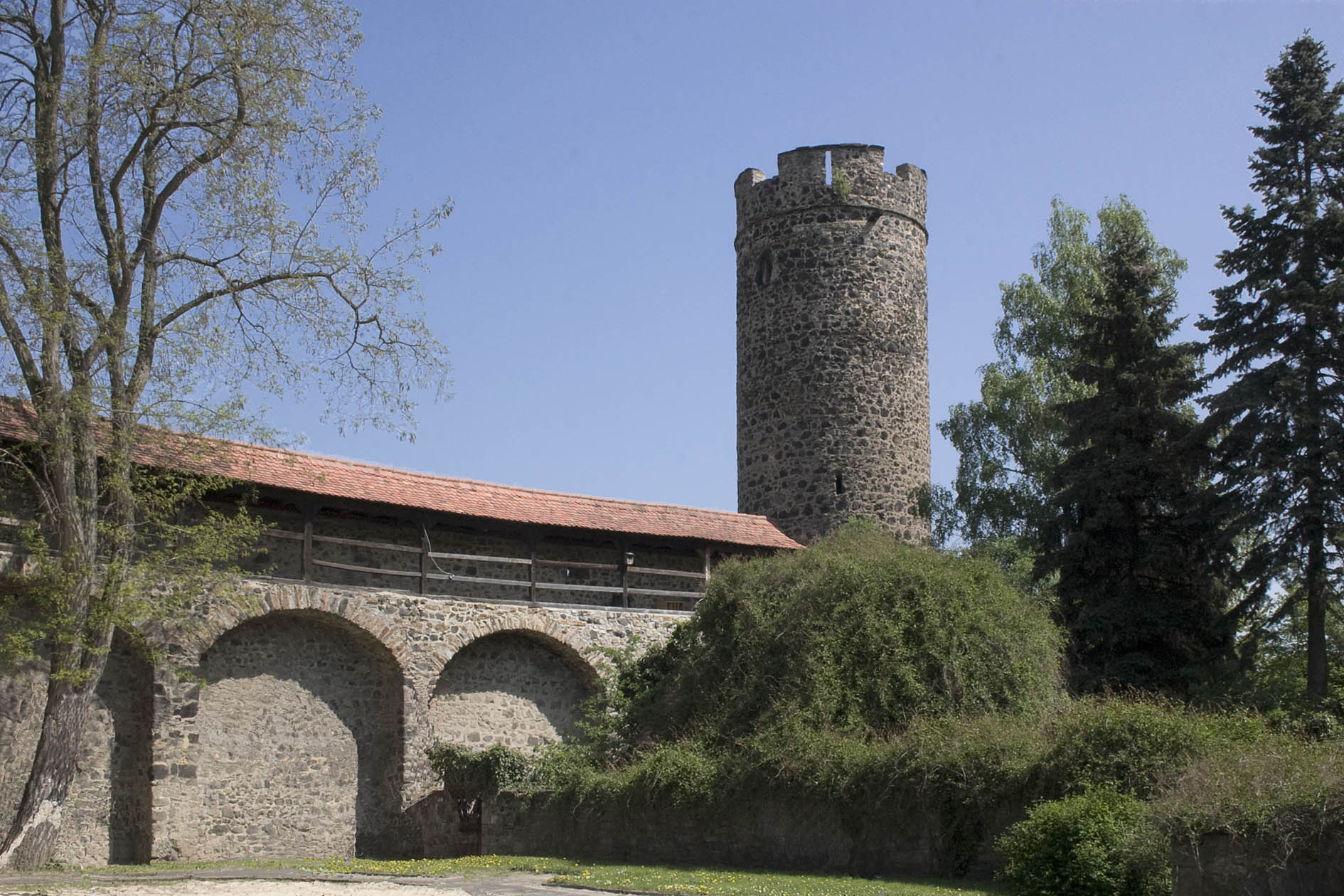
Hexenturm mit Stadtmauer

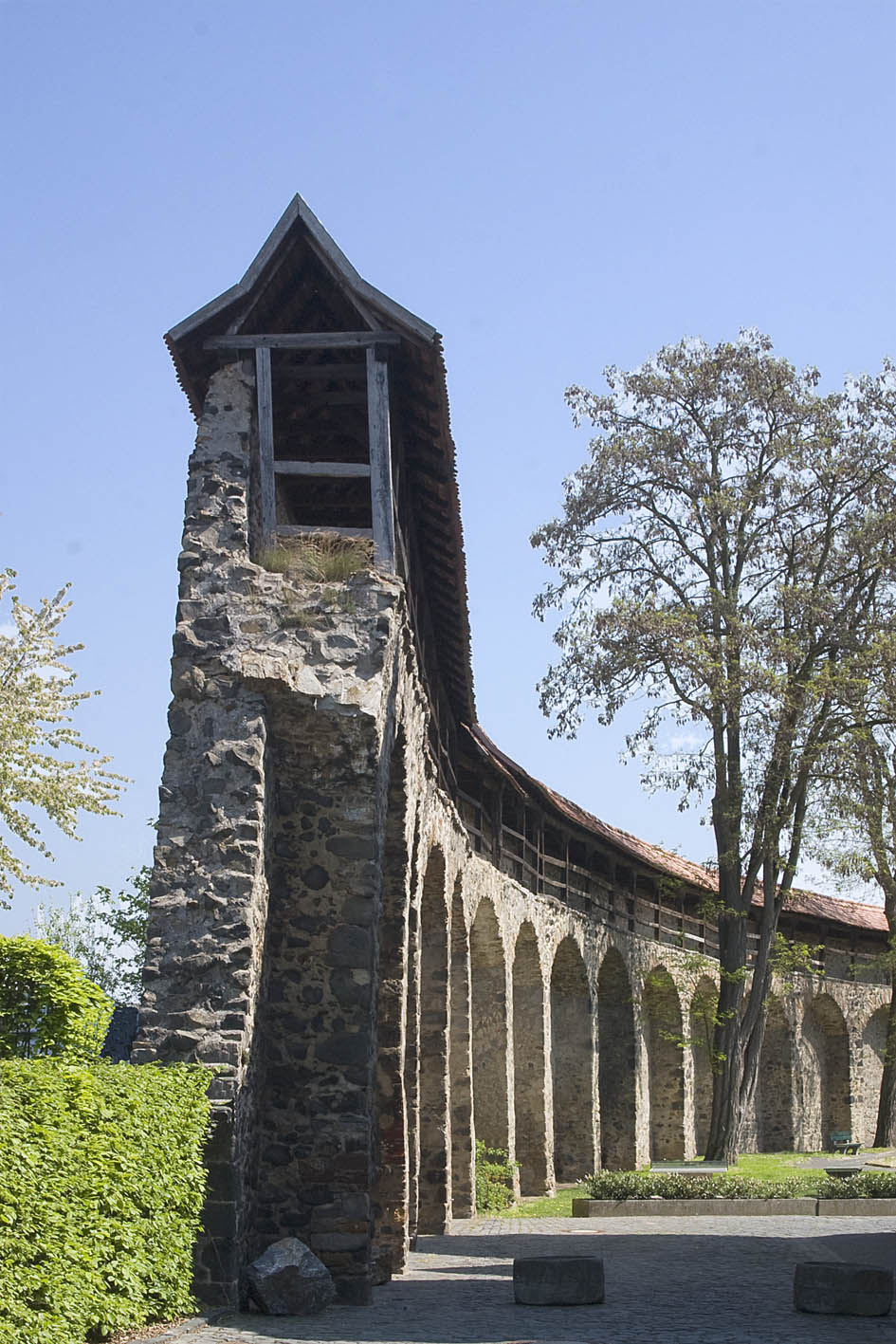
Sparbögen der Stadtmauer in Butzbach/Hessen

- Marktplatz mit dem Marktbrunnen, dem Fachwerkrathaus aus dem 16. Jahrhundert und mit einigen Fachwerkhäusern; oft zu den schönsten Plätzen Hessens gezählt
- Weitere Fachwerkhäuser aus dem 16. bis 18. Jahrhundert
- Gotische Markuskirche aus dem 15. Jahrhundert
- Kleine Reste der Stadtmauer mit typischen Schwibbogenhäusern[46]
- Das Landgrafenschloss – Bereits um 1200 gab es in Butzbach eine Burg, die im Laufe der Zeit zum Schloss ausgebaut wurde. Hier residierten für kurze Zeit die Landgrafen von Hessen-Butzbach. Später wurde das Schloss zur Kaserne. Das Landgrafenschloss wurde bis 2004 renoviert und wird inzwischen von Magistrat und Stadtverwaltung genutzt.
- Ebenfalls im Bereich der ehemaligen Burg befindet sich das Solmser Schloss, das als Amts- und Witwensitz der Grafen von Solms genutzt wurde.
- Die Wendelinskapelle, die älteste Fachwerkkirche Hessens, aus der Zeit um 1440
- Die Komturkirche des Johanniter-Ordens im Stadtteil Nieder-Weisel südlich von Butzbach
- Der Schrenzer ist eine Anhöhe am Rande von Butzbach und ist ein beliebtes Ausflugsziel, da man einen schönen Überblick über die Umgebung bekommt. Hier befindet sich auch ein Freibad.
- Der Obergermanisch-Raetische Limes (UNESCO-Weltkulturerbe)
- In der Stadt befindet sich die von 1890 bis 1894 erbaute Justizvollzugsanstalt Butzbach für erwachsene männliche Straftäter.

### Soldatenfriedhof Nieder-Weisel
Der Soldatenfriedhof wurde gegen Kriegsende von der US Army angelegt. Auf ihm ruhen 519 Soldaten, davon 420 deutsche und 99 sowjetische und polnische Kriegstote. Die Deutschen waren im März 1945 in Hessen und im April in Westthüringen gefallen. Heute wird alljährlich auf dem Soldatenfriedhof die zentrale Gedenkfeier der Stadt Butzbach anlässlich des Volkstrauertages abgehalten.

### Sport
- VFR Butzbach 1910 e. V.
- Überregional bekannt ist der TSV 1846 Butzbach, dessen Handballer zwei Jahre lang in der Bundesliga spielten.
- Der Reit- und Voltigierverein Butzbach e. V., 1927 gegründet, hat heute einige Hundert Mitglieder. Ein besonderes Augenmerk gilt der Jugendarbeit mit über 100 jungen Reitern und Voltigierern.
- SV 1921 Nieder-Weisel e. V.
- Schützengesellschaft Butzbach von 1410 e. V. ist der älteste Verein in Butzbach
- TSV 1899 Griedel e. V., hat heute über 850 Mitglieder in den Sparten Handball, Floorball und Turnen.

### Regelmäßige Veranstaltungen
- Märkte (März: Faselmarkt/Oktober: Katharinenmarkt)
- Erstes Wochenende im September: Altstadtfest
- Ende Juni: Weinfest
- Jedes Jahr Anfang Dezember: Weihnachtsmarkt auf dem Marktplatz

## Persönlichkeiten

### Ehrenbürger
- Emil Vogt (1848–1930), Landtagsabgeordneter und Apotheker
- 1933: Ferdinand Werner (1876–1961), Staatspräsident und Ministerpräsident von Hessen (NSDAP) (spätere Aberkennung des Ehrenbürgerrechts)

### Söhne und Töchter der Stadt
- Wendelin Steinbach (1454–1519), Theologe, Hochschullehrer
- Justus Sinold (1592–1657), Rechtswissenschaftler
- Zacharias Rosenbach (1595–1638), Mediziner, Philologe und Bibelforscher
- Peter Haberkorn (1604–1676), lutherischer Theologe
- Philipp Konrad Fabricius (1714–1774), Mediziner, Pharmazeut, Botaniker und Hochschullehrer an der Universität Helmstedt
- Johann Jakob Griesbach (1745–1812) war seit 1775 Professor für Neues Testament in Jena und gilt als einer der Väter der neutestamentlichen Textkritik.
- Lorenz Diefenbach (1806–1883) war ein Bibliothekar, Pfarrer, Germanist, Lexikograf sowie deutschnationaler Schriftsteller.
- Moritz Kuhl (1814–1876), Druckereibesitzer und Politiker, Abgeordneter der 2. Kammer der Landstände des Großherzogtums Hessen
- Moriz Carrière (1817–1895) war ein in Griedel geborener Schriftsteller und Philosoph
- Karl von Küchler (1831–1922), Hofmarschall
- Ludwig Frohnhäuser (1840–1912), Pfarrer und Heimatforscher
- Wilhelm Joutz (1850–1916), Landtagsabgeordneter und Bürgermeister von Butzbach 1890–1900
- Walther van der Hoop (1861–1928), Großherzoglich Hessischer Oberforstmeister und Kammerherr
- Friedrich Schwally (1863–1919), Orientalist
- Theodor Klippel (1865–1929), Oberbürgermeister von Erlangen
- Moritz James Oppenheimer (1879–1941), Unternehmer, Pferdesportler und Opfer des Nationalsozialismus
- Georg Sauerbier (1886–1970), Landwirt und Mitglied des Provinziallandtages der Provinz Hessen-Nassau
- Ernst Glaeser (1902–1963) war ein Schriftsteller, der die Pseudonyme Anton Ditschler, Erich Meschede, Alexander Ruppel und Ernst Töpfer nutzte.
- Klaus-Detlev Grothusen (1928–1994), Historiker und ordentlicher Professor für Moderne osteuropäische Geschichte, geboren in Nieder-Weisel
- Hermann Treusch (* 1937), Schauspieler, Intendant und Regisseur
- Willi Görlach (* 1940), deutscher Politiker (SPD)
- Peter Krick (* 1944) war dreifacher deutscher Meister im Eiskunstlauf und ist Chair Sports Directorate der Internationalen Eislauf-Union.
- Dieter Enders (1946–2019) war ein deutscher Chemiker und Pionier auf dem Gebiet der asymmetrischen Synthese. Seit 1985 hatte er den Lehrstuhl für organische Chemie der RWTH Aachen inne.
- Norbert Kartmann (* 1949) lebt in Nieder-Weisel und war von April 2004 bis Januar 2019 hessischer Landtagspräsident.
- Siegfried Zielinski (* 1951), Medienwissenschaftler und Hochschullehrer
- Günther Zins (* 1951), Bildhauer
- Thomas Roth-Berghofer (* 1967), Informatiker und Hochschullehrer, Schriftsteller

### Persönlichkeiten mit Verbindungen zur Stadt
- Gabriel Biel (um 1411–1495) war ein spätmittelalterlicher Theologe und langjähriger Propst der Brüder vom gemeinsamen Leben (auch Fraterherren oder Kugelherren genannt) in Butzbach. Die Bibliothek im Butzbacher Kugelhaus entstand vor allem während der Zeit Gabriel Biels in Butzbach. Die Handschriften befinden sich heute zu großen Teilen in der Universitätsbibliothek Gießen, wohin sie auf Befehl des Landgrafen Ludwig IX. von Hessen-Darmstadt 1771 verbracht wurden.
- Johann Georg Friedrich Leun (1757–1823), war von 1797 bis 1823 Prediger in Butzbach, zuletzt als Oberpfarrer und Kirchenrat
- Friedrich Ludwig Weidig (1791–1837) wirkte 22 Jahre als Lehrer und Rektor der Schule in Butzbach. Weidig hat gemeinsam mit Georg Büchner die Flugschrift Der Hessische Landbote verfasst, war Turner und Pädagoge. Nach ihm wurde die Weidigschule (Gymnasium) benannt.
- Martin Holzfuß (1925–2012), Generalmajor, Politiker (FDP) und Europaabgeordneter; lebte viele Jahre in Maibach und war aktiver Kommunalpolitiker
- Ingrid Sonntag-Ramirez Ponce (INK; * 1966), Zeichnerin, Malerin und Projektkünstlerin; aufgewachsen in Butzbach